# Raionul Peremîșleanî, Liov
Peremîșleanî (în ucraineană Перемишлянський район, transliterat: Peremîșleanskîi raion) este un raion în regiunea Liov, Ucraina. Reședința sa este orașul Peremîșleanî.

## Demografie
Componența lingvistică a raionului Peremîșleanî
     Ucraineană (99,68%)
     Alte limbi (0,27%)
Conform recensământului din 2001, majoritatea populației raionului Peremîșleanî era vorbitoare de ucraineană (99,68%), existând în minoritate și vorbitori de alte limbi.